# Vlag van Kootwijkerbroek

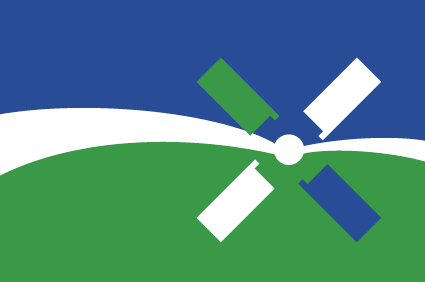
Dorpsvlag Kootwijkerbroek

De vlag van Kootwijkerbroek werd op 8 september 2016 is door het Nederlandse dorp Kootwijkerbroek voor het eerst gehesen tijdens de opening van de Puurveense molen.
De vlag is een initiatief van de Ondernemersvereniging Kootwijkerbroek en Plaatselijk Belang. Jong en oud hebben ontwerp suggesties ingeleverd. Het ontwerp van de vlag is van de hand van Arjan van ‘t Goor en Rianne van Lagen, zijn samengevoegd tot het definitief ontwerp.
De vlag mag het hele jaar buiten hangen, bij voorkeur vooral op zaterdag als de molen draait.

## Symboliek
- De kleur blauw staat voor lucht en wind voor de molen, groen staat voor het landbouw. Van oorsprong werd in Kootwijkerbroek de kost verdiend met de wind en op de landbouw.
- De golvende lijn verwijst naar het moerasgebied van Kootwijk, dat Kootwijkerbroek van oudsher was.
- De witte golvende lijn met de witte cirkel vormt ook een vogel, het symbool van vrijheid en verantwoordelijkheid. De kop steekt actief naar voren en de vleugels zijn wijd uitgestrekt, zoals Kootwijkerbroek altijd actief in beweging is.
- Het wiekenkruis duiden niet alleen op de Puurveense molen, maar ook op de stralen van de zon en staan in hun viertal voor de boeren, burgers, buitenlui en bedrijven.
- Opvallend is dat de hekwerken, de delen waar de zeilen aan het wiekenkuis zitten, aan tegenovergestelde kant zitten, van waar deze bij een molen zitten.

## Galerij

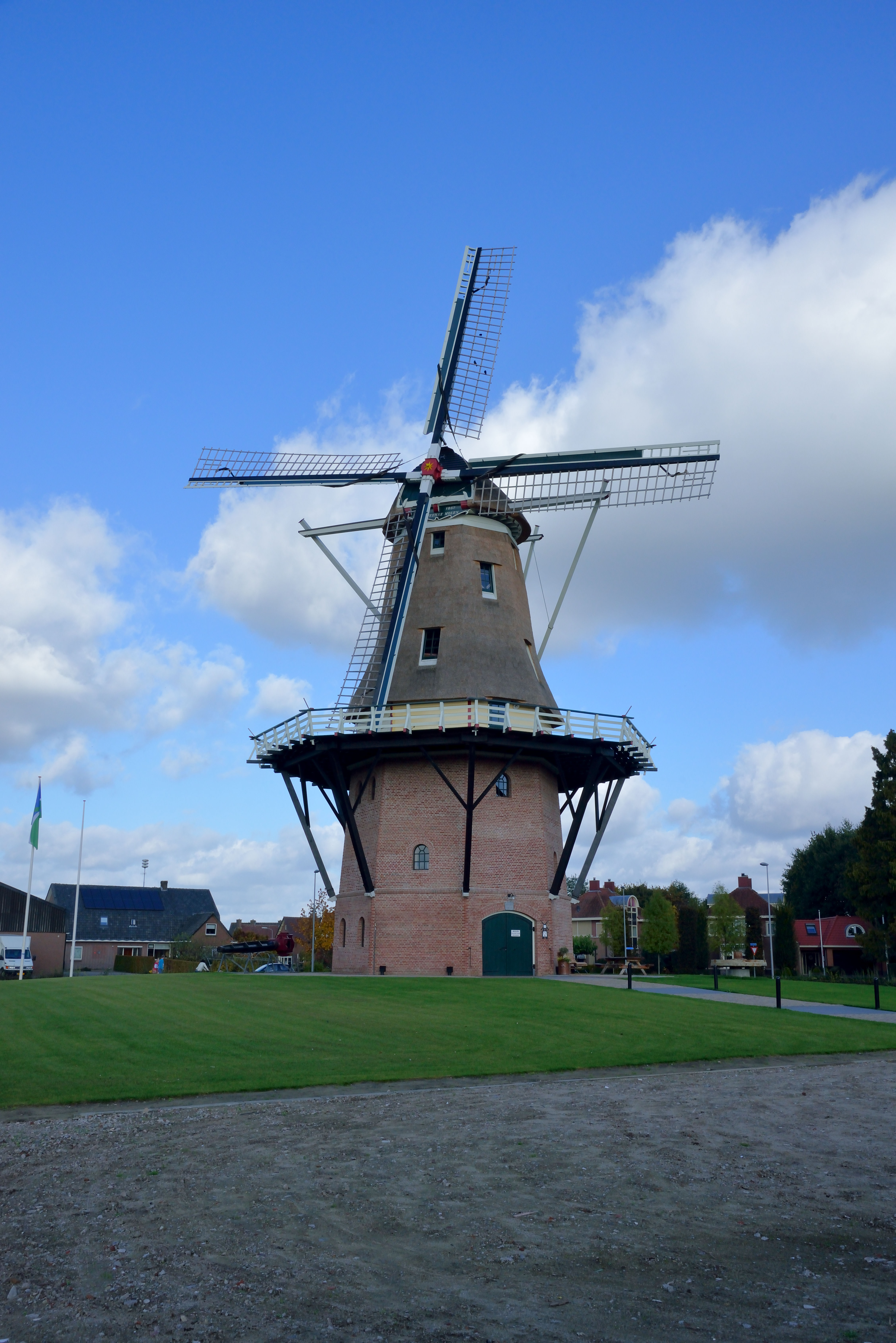
Puurveense molen

Acquoy
· Beekbergen-Lieren
· Beemte Broekland
· Bemmel
· Bennekom
· Bredevoort
· Deil
· Doornenburg
· Ederveen
· Elden
· Emst
· Enspijk
· Epse
· Gameren
· Gellicum
· Groenlo
· Harskamp
· Herwijnen
· Heukelum
· Heveadorp
· Hoenderloo
· Kerkdriel
· Klarenbeek
· Kootwijkerbroek
· Laag-Keppel
· Lathum
· Leuvenum
· Loenen
· Loil
· Meteren
· Netterden
· Oosterhuizen
· Radio Kootwijk
· Rumpt
· Schaarsbergen
· Spijk
· Stroe
· Teuge
· Uddel
· Ugchelen
· Vaassen
· Vierhouten
· Voorthuizen
· Vredenburg/Kronenburg